# Cancã

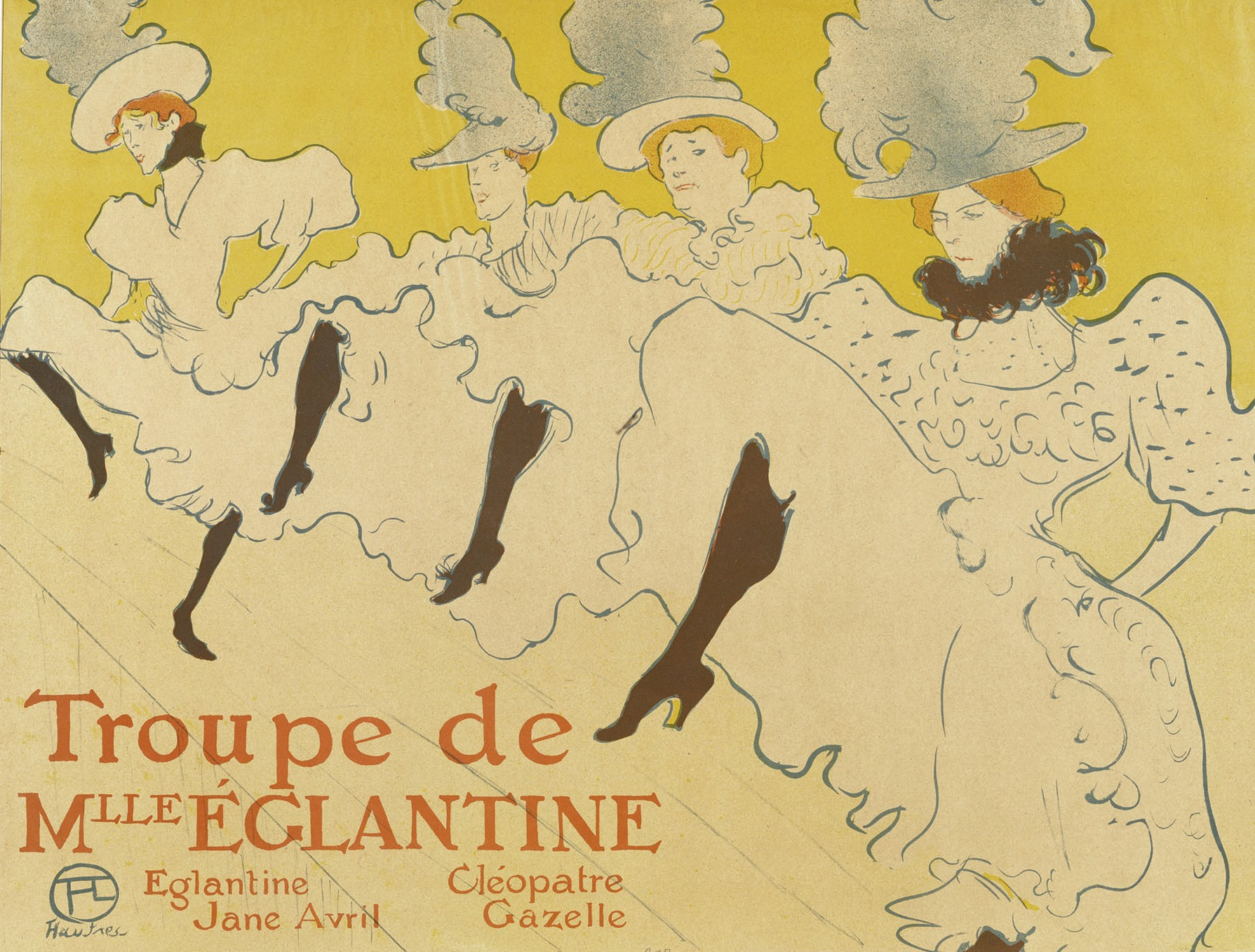
Pôster de Henri de Toulouse-Lautrec de 1895.

O cancã ou cancan é uma dança francesa, que se tornou popular nos salões de música na década de 1840, sendo associada aos cabarés franceses como Moulin Rouge. Mais tarde foi levada para Londres e Nova Iorque, virando uma dança mundial. Embora inicialmente dançada por ambos os sexos, é conhecida pela sua linha de dançarinas femininas. A dança é caracterizada por ser energética, altos pontapés e piruetas. 
O cancan foi a inspiração para muitos pintores do impressionismo, como Toulouse-Lautrec, que pintou quadros célebres de dançarinas de Can-Can. O Galop infernal de Orphée aux enfers do Jacques Offenbach é a música mais associada com o Can Can.

## História
O cancã teve sua aparição por volta de 1840. No início, os compositores musicais comparavam-no com o chahut, que era dançado nos bailes públicos de Paris, como o do "Prado", "Malille" e o "Grand Chaumière", frequentado por estudantes, moças que trabalhavam fora e empregados das lojas comerciais.
Desde 1850, Céleste Mogador, dançarina vedete do Bal Mabille, em Paris - que mais tarde se juntaria a orquestra do cabaré Moulin Rouge - inventou uma dança nova, a quadrilha: Oito minutos para cortar a respiração em harmonias perfeitas e com Jacques Offenbach como mestre da música incontestável.
A quadrilha era composta por moças de 1,70 metro de altura, vestindo roupas coloridas e esvoaçantes, com liberdade de movimentos, ao som de trombones e cornetas. A nova dança foi considerada um ritmo endiabrado, de contrapeso, flexibilidade, em passos extremos de sensualidade e acrobacias, em que as dançarinas, em seu traje fascinante, faziam perder a cabeça de toda a Paris.
Em Londres, em 1861, Charles Morton, inspirado pela quadrilha francesa, inventou o cancan. O termo refere-se aos ruídos provocados pelos passos marcados da própria dança. Enquanto na Inglaterra a dança chocava os ingleses, que chegavam a condená-la como "indecência", na França, o cancan não parava de crescer, mantendo como quesitos as dançarinas de 1,70 m, e a arte de mexer os quadris, levantar as saias e frou-frous, exibindo as jarreteiras, encantando e provocando o desejo no público entusiasmado.
Algumas das grandes damas do cancan francês foram Louise Weber (La Goulue), Jane Avril e Yvette Guilbert. Alguns cabarés tornaram-se internacionalmente famosos pelo cancan, como o Moulin Rouge e o Chat Noir.

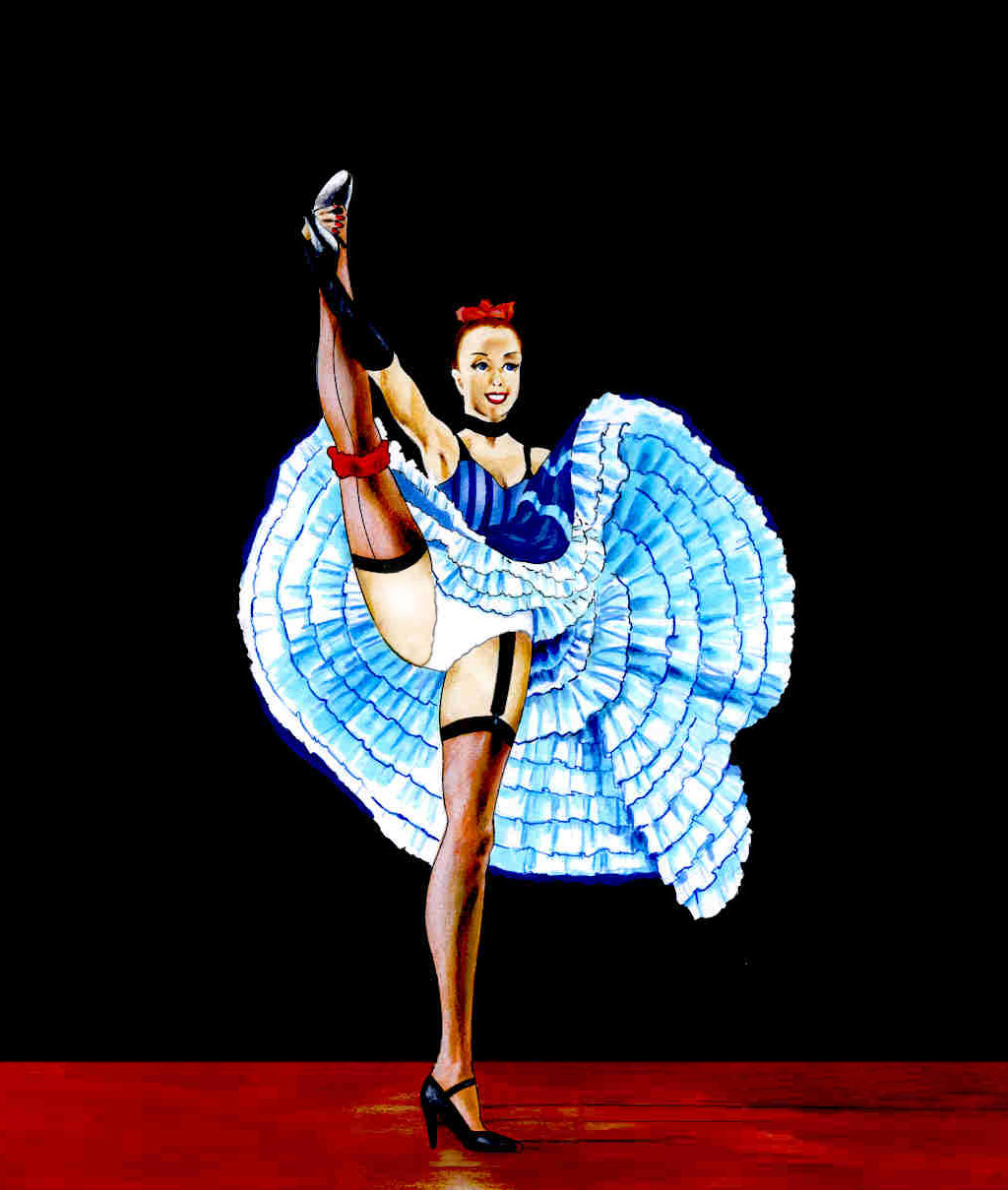
Ilustração de uma dançarina de Cancan.

A popularidade do cancan começou a diminuir em meados do Século XIX, mas os dançarinos profissionais o consideram uma dança que agrada às plateias. Um dos poucos homens a dançar o cancan como profissional foi Valentin le désossé (Valentin sem ossos), dançarino do Moulin Rouge durante a década de 1890.

## Características
O cancan é uma mistura da Polca e da Quadrilha e foi dançado pela primeira vez em 1822. Durante alguns anos, foi declarado ilegal, por ser considerado imoral e indecente, sendo então proibido pela polícia. Normalmente o figurino desta dança consiste em meias de renda, botas de saltos altos, corpetes, penas na cabeça e saias de babados. Depois da liberação da dança, ela tornou-se muito popular por volta de 1830, e sua popularidade durou até 1944, quando então esta passou a ser apresentada em revistas e comédias musicais, principalmente na França. Originalmente o cancan era dançado por ambos os sexos; hoje, entretanto, é dançado só por mulheres. As músicas mais conhecidas do cancan foram compostas por Jacques Offenbach.
Na forma acrobática da quadrilha, o cancan é caracterizado pela sua liberdade de expressão. A dança requer grande flexibilidade corporal, grande senso rítmico e enorme vivacidade. O cancan não tem passos determinados e admite grandes e audaciosas improvisações.

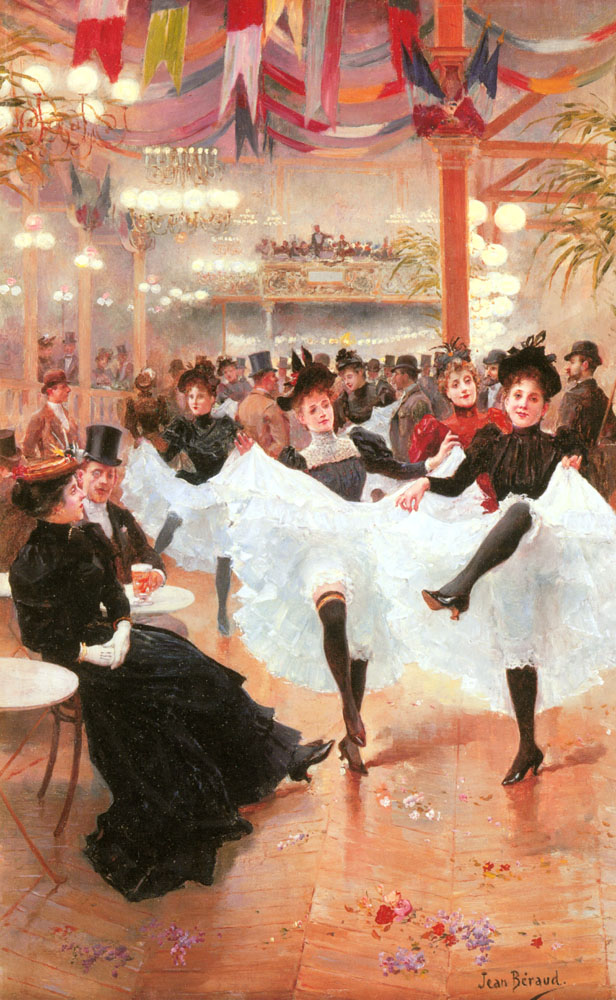
Le café de Paris por Jean Béraud, pintura na qual foram retratadas dançarinas de Cancan.

Inicialmente, o cancan era dançado por casais, que eram levados pela criatividade, jogando suas pernas o mais alto que conseguissem. As mulheres esvoaçavam seus mantôs, com laços enfeitados com fitas coloridas, o que muito agradava a audiência e excitava seus parceiros. Muitas vezes chocavam os puritanos quando as ancas eram generosamente mostradas. De acordo com Desrat, o cancan estava "longe de ser cruel e imoral", inicialmente parecia ser "marcado por uma originalidade que poderia ser chamada de espiritual".
O cancan é uma dança tecnicamente complicada e demanda muito esforço físico. Seu passo mais excepcional é a pirueta em um pé, com o outro pé enroscado nas ancas e levantado à altura dos olhos; outros passos demandam chutes altos, voltas rápidas e movimentos largos.
O cancan inspirou vários coreógrafos, em especial Léonide Massine e Maurice Béjart. Massine o utilizou como o ponto máximo de seus bales "La Boutique Fantastique" e " Gaité Parisienne". Na Broadway, em Nova York, fez enorme sucesso em 1953, com músicas de Cole Porter e dançado por Gwen Verdon e no filme de Jean Renoir, "French Can-Can", 1955.